# Liste der Kulturdenkmäler in Kindenheim
In der Liste der Kulturdenkmäler in Kindenheim sind alle Kulturdenkmäler der rheinland-pfälzischen Ortsgemeinde Kindenheim aufgeführt. Grundlage ist die Denkmalliste des Landes Rheinland-Pfalz (Stand: 19. Dezember 2024).

## Denkmalzonen
| Bezeichnung                    | Lage                                                           | Baujahr                 | Beschreibung | Bild |
| ------------------------------ | -------------------------------------------------------------- | ----------------------- | --- | ---- |
| Denkmalzone Jüdischer Friedhof | nordwestlich des Ortes auf dem Judenberg; Flur Sonnenberg Lage | vor 1654                | umfriedetes, vor (?) 1654 angelegtes, 1780 erweitertes Areal mit Torbau; 185 Grabsteine, ältester von 1719 | BW   |
| Denkmalzone Friedhof           | westlich des Ortes an der L 450; Flur An der alten Kirche Lage | vor dem 15. Jahrhundert | Der ältere Teil des Gemeindefriedhofs ist hervorgegangen aus dem Kirchhof der Pfarrkirche des im 15. Jahrhundert untergegangenen Dorfes Gössesheim; 1868 Erweiterung nach Westen, von einer Bruchsteinmauer eingefasst, zwei sandsteingerahmte Zugänge mit schmiedeeisernen Toren; zahlreiche Grabdenkmäler des 17. bis 20. Jahrhunderts, Friedhof mit dem bei weitetem dichtesten Bestand an historischen Grabdenkmälern im Landkreis | BW   |

## Einzeldenkmäler
| Bezeichnung                 | Lage                                                           | Baujahr                     | Beschreibung | Bild                           |
| --------------------------- | -------------------------------------------------------------- | --------------------------- | --- | ------------------------------ |
| Weingut Kreutzenberger      | Hauptstraße 5 Lage                                             | 1929/30                     | Winzerhof, Flachdachbau, Neue Sachlichkeit, 1929/30, Architekt Otto Prott, Grünstadt | Fotos hochladen                |
| Protestantische Pfarrkirche | Hauptstraße 56 Lage                                            | Anfang des 16. Jahrhunderts | Saalbau, im Kern vom Anfang des 16. Jahrhunderts, Umbau und Erweiterung bezeichnet 1729, Südportal bezeichnet 1514 (Spolie), Außentreppe und Pforte bezeichnet 1681; orts- und landschaftsbildprägender neugotischer Turm, bezeichnet 1871/72; an der Freitreppe Grabmal, um 1780 | weitere Bilder Fotos hochladen |
| Kriegerdenkmal              | Hauptstraße, bei Nr. 56 Lage                                   | um 1930                     | auf dem ehemaligen Kirchhof: Kriegerdenkmal 1914/18, aufgesockelter Löwe | Fotos hochladen                |
| Schul- und Gemeindehaus     | Hauptstraße 77 Lage                                            | 1884                        | ehemaliges Schul- und Gemeindehaus; dreigeschossiger spätklassizistischer Walmdachbau, 1884; ortsbildprägend | BW                             |
| Hofanlage                   | Hauptstraße 85 Lage                                            | 19. Jahrhundert             | stattlicher Vierseithof, 19. Jahrhundert; spätklassizistischer Putzbau, bezeichnet 1851; Wirtschaftsbauten 1842–44 und 1903; ortsbildprägend | BW                             |
| Propsthof                   | Hauptstraße 87 Lage                                            | 1913                        | Teil des ehemaligen Propsthofes; repräsentativer Gründerzeitbau mit höhengestaffeltem Walmdach, bezeichnet 1913 | Fotos hochladen                |
| Propsthof                   | Hauptstraße 89 Lage                                            | 1842                        | Teil des ehemaligen Propsthofes; Hakenhof, 1842; im Kern älterer spätklassizistischer Putzbau, 1893 | BW                             |
| Weinbergshaus               | nordwestlich des Ortes auf dem Judenberg; Flur Sonnenberg Lage |                             | Weinbergshaus, Bruchsteinbau | BW                             |

## Ehemalige Kulturdenkmäler
| Bezeichnung | Lage                 | Baujahr         | Beschreibung                                                                                  | Bild |
| ----------- | -------------------- | --------------- | --------------------------------------------------------------------------------------------- | ---- |
| Wohnhaus    | Backhausgasse 3 Lage | 17. Jahrhundert | kleines Wohnhaus, teilweise Fachwerk, wohl aus dem 17. Jahrhundert; aus Denkmalliste gelöscht | BW   |